# Ružínsky viadukt
Ružínsky viadukt je železniční most na trati Žilina - Košice v okrese Gelnica nedaleko Margecan na východním Slovensku.
Viadukt byl postaven v letech 1952 až 1955, je dlouhý 280 metrů a vede přes přehradu Ružín nedaleko její hráze. S výškou čtyřicet metrů nad vodní hladinou se jedná o nejvyšší železniční most na Slovensku. Viadukt byl vybudován v rámci tzv. Tratě Družby spojující Čiernu nad Tisou s Žilinou. Trať na něm je dvoukolejná, elektrifikovaná. Traťově leží viadukt mezi stanicí Malá Lodina a zastávkou Ružín, která se nachází hned za mostem. Nedaleko mostu se nachází také Ružínský tunel a výhybna Ružín.